# Por el bien del imperio
Por el bien del imperio. Una historia del mundo desde 1945 es el título de un libro de Josep Fontana editado en el año 2011, sobre la historia del mundo desde 1945 - finalización de la Segunda Guerra Mundial. Es considerada como una obra de referencia para entender los acontecimientos históricos posteriores a la Segunda Guerra Mundial: la creación del estado de bienestar como respuesta al fascismo y al totalitarismo que habían llevado a la guerra, la posterior Guerra Fría (aproximadamente 1945-1990), la caída de la Unión Soviética a fines de 1991, la intervención de Estados Unidos en el mundo así como la involución que se según el propio autor se ha estado viviendo desde la década de 1970 en relación con los derechos sociales, el bienestar social y la democracia como consecuencia del triunfo del neoliberalismo.
Fontana constata, setenta años después, el fracaso del proyecto que surgió tras la Segunda Guerra Mundial de construir un nuevo orden internacional donde fuera posible el progreso de los pueblos y el entendimiento entre las naciones.

## Estructura del libro
El libro consta de una introducción, 19 capítulos, bibliografía e índice temático. Los capítulos, divididos en secciones, son los siguientes: 
1. De una guerra a otra.
2. La primera fase de la guerra fría (1949-1953).
3. Asia: la destrucción de los imperios.
4. Una coexistencia armada (1953-1960).
5. La escalada (1960-1968).
6. África: El viento del cambio.
7. Las revoluciones frustradas de los años sesenta.
8. La guerra fría en Asia.
9. La distensión (1969-1976).
10. La guerra fría en América Latina.
11. Los años setenta: El inicio de la Gran Divergencia.
12. La contrarrevolución conservadora.
13. El fin del socialismo realmente existente.
14. La tragedia de África.
15. El nuevo rumbo de la guerra fría.
16. El nuevo imperio norteamericano.
17. El siglo de Asia.
18. Una crisis global.
19. Al final del recorrido: el triunfo del capitalismo realmente existente.